# Cantabria Bisons 2017
Questa voce raccoglie le informazioni riguardanti i Cantabria Bisons nelle competizioni ufficiali della stagione 2017.

## LNFA Serie C 2017

### Fase a eliminazione diretta
| 23 aprile 2017 | Toros de Madrid | 28 – 7 | Cantabria Bisons |  |

## Liga Norte Senior 2017

### Stagione regolare
| Saragozza 18 febbraio 2017, ore 16:00 | Zaragoza Hornets | 6 – 31 referto | Cantabria Bisons | Parque Deportivo Ebro |

| Santander 11 marzo 2017, ore 17:30 | Cantabria Bisons | 14 – 27 referto | Zaragoza Hurricanes | IMD La Albericia |

| Santander 26 marzo 2017, ore 12:00 | Cantabria Bisons | 21 – 0 (0-0 7-0 0-0 14-0) referto | Zaragoza Hornets | IMD La Albericia |

| 1º aprile 2017, ore 16:00 | Zaragoza Hurricanes | 37 – 3 (0-3 18-0 13-0 6-0) referto | Cantabria Bisons |  |

## Statistiche di squadra
| Competizione | %Vittorie | In casa | In casa | In casa | In casa | In casa | In casa | In trasferta | In trasferta | In trasferta | In trasferta | In trasferta | In trasferta | Totale | Totale | Totale | Totale | Totale | Totale |
| Competizione | %Vittorie | G       | V       | N       | P       | Pf      | Ps      | G            | V            | N            | P            | Pf           | Ps           | G      | V      | N      | P      | Pf     | Ps     |
| ------------ | --------- | ------- | ------- | ------- | ------- | ------- | ------- | ------------ | ------------ | ------------ | ------------ | ------------ | ------------ | ------ | ------ | ------ | ------ | ------ | ------ |
| Serie C      | .000      | 0       | 0       | 0       | 0       | 0       | 0       | 1            | 0            | 0            | 1            | 7            | 28           | 1      | 0      | 0      | 1      | 7      | 28     |
| Liga Norte   | .500      | 2       | 1       | 0       | 1       | 35      | 27      | 2            | 1            | 0            | 1            | 34           | 43           | 4      | 2      | 0      | 2      | 69     | 70     |
| Totale       | .400      | 2       | 1       | 0       | 1       | 35      | 27      | 3            | 1            | 0            | 2            | 41           | 71           | 5      | 2      | 0      | 3      | 76     | 98     |